# Ricevitore AM
Un ricevitore AM è un dispositivo circuitale, costruito per trasformare le onde elettromagnetiche, in arrivo dall'antenna e demodularle per permettere l'ascolto della trasmissione radio che utilizzi la tecnica della modulazione AM (in inglese Amplitude Modulation).
La modulazione AM è presente oggi su quasi tutte le radio. Il dispositivo è un insieme di circuiti, ognuno con un particolare compito.

## Tipologie circuitali
Il fine suddetto può essere raggiunto con differenti soluzioni circuitali, ciascuna delle quali ha avuto maggiore successo in differenti epoche della storia della radio:
- Rigenerativo (o a reazione)
- Reflex
- Supereterodina